# Buona Sera
Buona Sera (Signorina) (italienska för "God kväll (Fröken)") är en sång skriven av Carl Sigman (text) och Peter de Rose (musik). Första inspelningen gjordes 1950 av Louis Prima, men den mest kända versionen är från dennes album The Wildest! 1956 vilken därefter gavs ut på singel 1957 (baksida "Oh, Marie")